# Zeana
Zena Muratovic (Växjö, 5 november 1992), beter bekend onder haar artiestennaam Zeana, is een Zweeds-Montenegrijns zangeres. In 2019 nam ze deel aan Melodifestivalen 2019.

## Biografie
Muratovic deed in 2016 mee aan de Zweedse versie van Idols. Ze eindigde op de twaalfde plaats.  Een jaar later schreef ze haar debuutsingle "Inge lek med mig" voor het schoenenmerk Din sko. Ook werkte Muratovic samen met YouTuber Felicia Aveklew.
Samen met Anis Don Demina nam Muratovic deel aan Melodifestivalen 2019 met het nummer "Mina bränder". Op 2 februari 2019 trad het gelegenheidsduo aan in Göteborg, waar het op de vijfde plaats eindigde en daarmee de finale misliep. Op Spotify had het nummer meer succes door de twaalfde plaats in de hitlijsten te halen.